# Heinrich Wolfgang Ludwig Dohrn

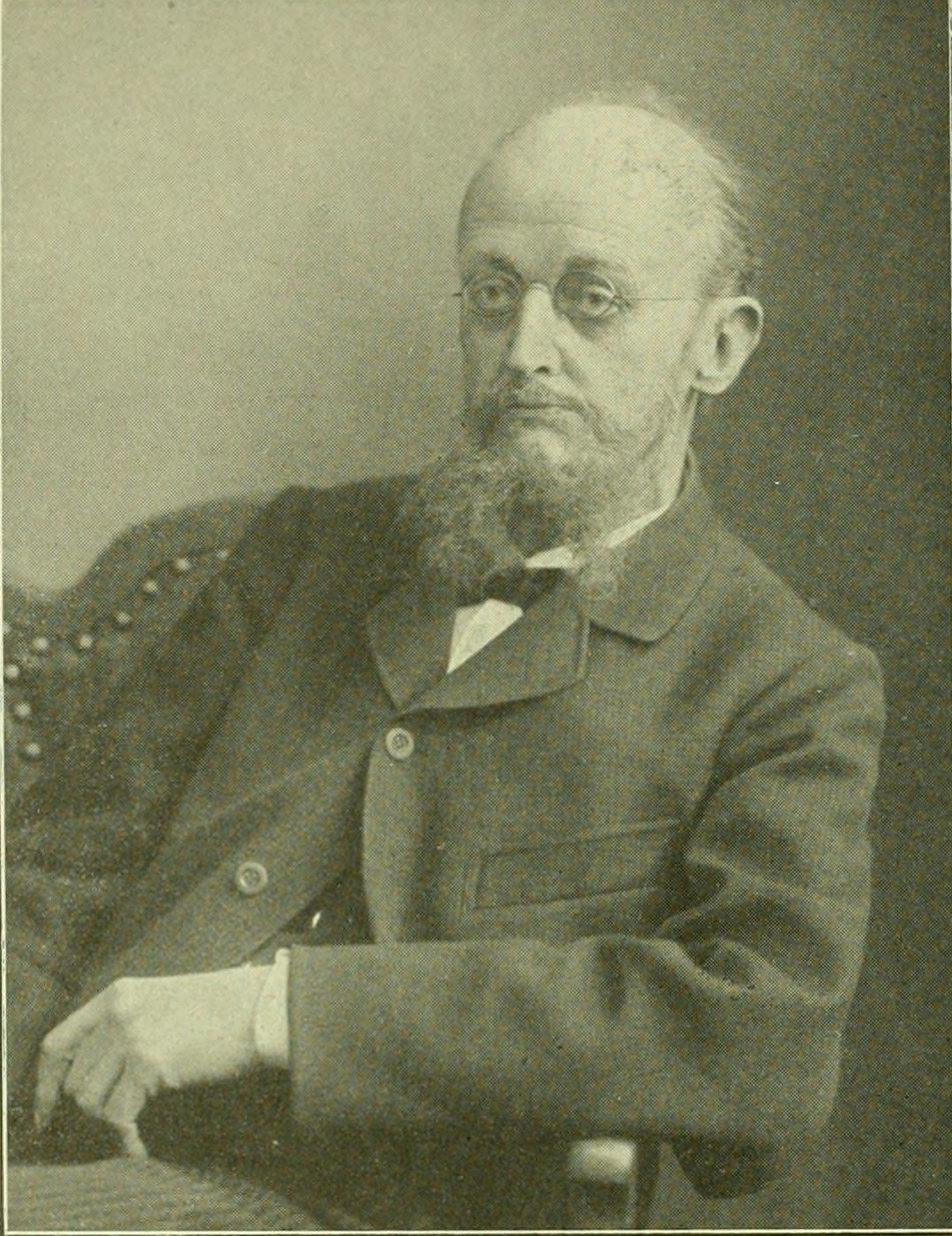
Heinrich Wolfgang Ludwig Dohrn

Heinrich Wolfgang Ludwig Dohrn (ur. 1838 w Brunszwiku, zm. 1 października 1913 we Florencji) – niemiecki zoolog, entomolog, przedsiębiorca, polityk, miłośnik i mecenas sztuki związany ze Szczecinem, decyzją rady miejskiej z 2 grudnia 1912 roku – honorowy obywatel Szczecina.

## Życiorys
Był starszym synem Carla Augusta Dohrna, bratem Antona Dohrna.
Studiował w Szczecinie. Studia ukończył w roku 1858. Był uznanym entomologiem, od 1887 do 1913 roku – prezesem Stettiner Entomologische Verein (stowarzyszenia założonego przez ojca). Od ojca przejął bogatą kolekcję przyrodniczą, którą uzupełniał w czasie podróży do Zatoki Gwinejskiej i na Sumatrę. Kontynuował też wydawanie założonego przez Carla Dohrna rocznika entomologicznego „Stettiner Entomologishe Zeitung”.
Dzięki staraniom Heinricha Dohrna w Szczecinie powstało Pommersches Museum (współcześnie Muzeum Narodowe w Szczecinie). Dzięki założonej przez niego fundacji miłośników sztuki zgromadzono w muzeum liczne eksponaty sztuki antycznej, a zwłaszcza kolekcję grecką. W jej skład wchodziło ok. 100 kopii posągów i rzeźb portretowych, wykonanych przez najlepszych specjalistów. W centrum kolekcji znalazła się kopia Doryforosa Polikleta (jedyny monumentalny odlew pełny). Spośród kopii dzieł renesansowych wyróżniano kopię posągu Bartolomeo Colleoniego z Wenecji.
Heinrich Dohrn był właścicielem plantacji tytoniu na Sumatrze. Założył w Szczecinie Stowarzyszenie Popierania Handlu Zamorskiego.